# Less than Perfect
Less Than Perfect é um seriado da televisão norte-americana.
Foi levado ao ar pela American Broadcasting Company - ABC. A estreia nos Estados Unidos da América aconteceu em 1 de outubro de 2002, sendo que o último capítulo da série passou em 6 de junho de 2006.
O seriado é sobre uma executiva (papel exercido por Sara Rue), e seus colegas de trabalho.
A direção ficou a cargo de Skip Collector e Ted Wass entre outros.